# Бетоле
Бетоле (итал. Bettolle) је насеље у Италији у округу Сијена, региону Тоскана.
Према процени из 2011. у насељу је живело 2612 становника. Насеље се налази на надморској висини од 297 м.